# Swiss Open Gstaad
Lo Swiss Open Gstaad, attualmente noto per motivi di sponsorizzazione come EFG Swiss Open Gstaad, precedentemente conosciuto come J. Safra Sarasin Swiss Open Gstaad e anche come Crédit Agricole Suisse Open Gstaad, Allianz Suisse Open Gstaad e Swiss Open Gstaad è un torneo di tennis maschile che si tiene annualmente a Gstaad, Svizzera, dal 1915.

## Storia
Il torneo viene giocato all'aperto sulla terra rossa e fa parte dei tornei International Series, sostituiti nel 2009 dagli ATP Tour 250. È stato votato dai tennisti come miglior torneo della categoria nel 1991 e nel 1997. Viene giocato nei campi della Roy Emerson Arena ad un'altitudine di 1050 mt che lo rende il torneo ATP a quota più alta d'Europa. L'edizione del 2020 non è stata disputata a causa della pandemia di COVID-19, unica interruzione nella storia del torneo.

## Albo d'oro

### Singolare[3]
| Anno         | Campione                              | Finalista                             | Punteggio                             |
| ------------ | ------------------------------------- | ------------------------------------- | ------------------------------------- |
| 1915         | Victor de Coubasch                    | Charles Barde                         | 8-6, 6-2, 3-6, 2-6, 6-3               |
| 1916         | René de Grenus (1)                    |                                       |                                       |
| 1917         | A. Breaud                             |                                       |                                       |
| 1918         | René de Grenus (2)                    |                                       |                                       |
| 1919         | Charles-Henry Martin                  |                                       |                                       |
| 1920         | Maurice Ferrier                       |                                       |                                       |
| 1921         | Marcus Wallenberg, Jr.                |                                       |                                       |
| 1922         | Guy Sautter                           |                                       |                                       |
| 1923         | Hector Fisher (1)                     |                                       |                                       |
| 1924         | Đorđe Dunđerski                       |                                       |                                       |
| 1925         | Leonardo Bonzi                        |                                       |                                       |
| 1926         | Goffredo de Banfield                  |                                       |                                       |
| 1927         | Leonce Aslangul                       |                                       |                                       |
| 1928         | Hector Fisher (2)                     |                                       |                                       |
| 1929         | Hector Fisher (3)                     | Hermann Artens                        | 6-3, 8-6, 6-4                         |
| 1930         | Erik Worm                             |                                       |                                       |
| 1931         | Hector Fisher (4)                     | Charles Aeschlimann                   | 6-1, 6-1, 6-1                         |
| 1932         |                                       |                                       |                                       |
| 1933         | Hector Fisher (5)                     | Boris Maneff                          | 6-1, 6-3, 6-1                         |
| 1934         |                                       |                                       |                                       |
| 1935         | Max Ellmer                            | M Bertman                             | 6-1, 6-3, 6-4                         |
| 1936         | Wernher Steiner                       | Guy Troncin                           |                                       |
| 1937         |                                       |                                       |                                       |
| 1938         | Boris Maneff (1)                      | André Jacquemet                       | 6-0, 3-6, 6-2, 6-3                    |
| 1939         | Boris Maneff (2)                      | Mario Szavoszt                        | 6-3, 7-5                              |
| 1940         | Hans Pfaff (1)                        | Hector Fisher                         | 6-3, 2-6, 6-4                         |
| 1941         | Jost Spitzer (1)                      | Georges Grange                        | 6-3, 6-3, 6-2                         |
| 1942         | Hans Pfaff (2)                        | Jost Spitzer                          | 6-2, 6-4, 6-3                         |
| 1943         | Jost Spitzer (2)                      | René Buser                            | 5-7, 8-6, 1-6, 6-3, 6-4               |
| 1944         | Boris Maneff (3)                      | Jost Spitzer                          | 6-0, 6-2, 6-2                         |
| 1945         | Boris Maneff (4)                      | Aleco Noghes                          | 6-3, 6-4, 7-5                         |
| 1946         | Vladimír Černík (1)                   | Bohuslav P. Hyks                      | 6-0, 0-6, 1-6, 6-4, 6-2               |
| 1947         | Marcello Del Bello                    | Mario Belardinelli                    | walkover                              |
| 1948         | Non disputate semifinali e finale     | Non disputate semifinali e finale     | Non disputate semifinali e finale     |
| 1949         | Earl Cochell                          | Jaroslav Drobný                       | 3-6, 6-3, 2-6, 6-3, 7-5               |
| 1950         | Vladimír Černík (2)                   | Sumant Misra                          | 6-1, 2-6, 6-8, 6-4, 6-3               |
| 1951         | Russell Seymour                       | Syd Levy                              | 2-6, 6-3, 7-5, 1-6, 6-4               |
| 1952         | Herbert Flam                          | Irvin Dorfman                         | 6-4, 6-2, 6-1                         |
| 1953         | Non disputate semifinali e finale     | Non disputate semifinali e finale     | Non disputate semifinali e finale     |
| 1954         | Lew Hoad                              | Neale Fraser                          | 6-4, 11-9, 6-4                        |
| 1955         | Arthur Larsen                         | Enrique Morea                         | 6-4, 2-6, 6-2, 6-2                    |
| 1956         | Jaroslav Drobný                       | Neale Fraser                          | 7-5, 6-3, 6-3                         |
| 1957         | Budge Patty                           | Jaroslav Drobný                       | 3-6, 6-3, 6-3, 6-1                    |
| 1958         | Ashley Cooper                         | Neale Fraser                          | 2-6, 3-6, 7-5, 6-4, 6-3               |
| 1959         | Luis Ayala                            | Jan-Erik Lundqvist                    | 6-1, 6-2, 6-1                         |
| 1960         | Roy Emerson (1)                       | Mike Davies                           | 6-4, 9-7, 6-2                         |
| 1961         | Roy Emerson (2)                       | Luis Ayala                            | 6-3, 6-1, 6-0                         |
| 1962         | Rod Laver                             | Neale Fraser                          | 6-4, 6-4, 8-6                         |
| 1963         | Nicola Pietrangeli                    | Roy Emerson                           | 7-5, 6-2, 6-2                         |
| 1964         | Thomaz Koch                           | Ronald Barnes                         | 6-3, 6-1, 7-9, 7-5                    |
| 1965         | Patricio Rodríguez                    | Thomaz Koch                           | 2-6, 6-3, 6-2, 6-2                    |
| 1966         | Roy Emerson (3)                       | Manuel Santana                        | 5-7, 7-5, 6-3                         |
| 1967         | Roy Emerson (4)                       | Manuel Santana                        | 6-2, 8-6, 6-4                         |
| 1968         | Cliff Drysdale                        | Tom Okker                             | 6-3, 6-3, 6-0                         |
| ↓ Era Open ↓ |                                       |                                       |                                       |
| 1969         | Roy Emerson (5)                       | Tom Okker                             | 6-1, 12-14, 6-4, 6-4                  |
| 1970         | Tony Roche                            | Tom Okker                             | 7-5, 7-5, 6-3                         |
| 1971         | John Newcombe                         | Tom Okker                             | 6-2, 5-7, 1-6, 7-5, 6-3               |
| 1972         | Andrés Gimeno                         | Adriano Panatta                       | 7-5, 9-8, 6-4                         |
| 1973         | Ilie Năstase                          | Roy Emerson                           | 6-4, 6-3, 6-3                         |
| 1974         | Guillermo Vilas (1)                   | Manuel Orantes                        | 6-1, 6-2                              |
| 1975         | Ken Rosewall                          | Karl Meiler                           | 6-4, 6-4, 6-3                         |
| 1976         | Raúl Ramírez                          | Adriano Panatta                       | 7-5, 6-7, 6-1, 6-3                    |
| 1977         | Jeff Borowiak                         | Jean-François Caujolle                | 2-6, 6-1, 6-3                         |
| 1978         | Guillermo Vilas (2)                   | José Luis Clerc                       | 6-3, 7-6, 6-4                         |
| 1979         | Ulrich Pinner                         | Peter McNamara                        | 6-2, 6-4, 7-5                         |
| 1980         | Heinz Günthardt                       | Kim Warwick                           | 4-6, 6-4, 7-6                         |
| 1981         | Wojciech Fibak                        | Yannick Noah                          | 6-1, 7-6                              |
| 1982         | José Luis Clerc                       | Guillermo Vilas                       | 6-1, 6-3, 6-2                         |
| 1983         | Sandy Mayer                           | Tomáš Šmíd                            | 6-0, 6-3, 6-2                         |
| 1984         | Joakim Nyström (1)                    | Brian Teacher                         | 6-4, 6-2                              |
| 1985         | Joakim Nyström (2)                    | Andreas Maurer                        | 6-4, 1-6, 7-5, 6-3                    |
| 1986         | Stefan Edberg                         | Roland Stadler                        | 7-5, 4-6, 6-1, 4-6, 6-2               |
| 1987         | Emilio Sánchez (1)                    | Ronald Agénor                         | 6-2, 6-3, 7-6                         |
| 1988         | Darren Cahill                         | Jakob Hlasek                          | 6-3, 6-4, 7-6                         |
| 1989         | Carl-Uwe Steeb                        | Magnus Gustafsson                     | 6-7, 3-6, 6-2, 6-4, 6-2               |
| 1990         | Martín Jaite                          | Sergi Bruguera                        | 6-3, 6-7, 6-2, 6-2                    |
| 1991         | Emilio Sánchez (2)                    | Sergi Bruguera                        | 6-1, 6-4, 6-4                         |
| 1992         | Sergi Bruguera (1)                    | Francisco Clavet                      | 6-1, 6-4                              |
| 1993         | Sergi Bruguera (2)                    | Karel Nováček                         | 6-3, 6-4                              |
| 1994         | Sergi Bruguera (3)                    | Guy Forget                            | 3-6, 7-5, 6-2, 6-1                    |
| 1995         | Evgenij Kafel'nikov                   | Jakob Hlasek                          | 6-3, 6-4, 3-6, 6-3                    |
| 1996         | Albert Costa (1)                      | Félix Mantilla                        | 4-6, 7-6(2), 6-1, 6-0                 |
| 1997         | Félix Mantilla                        | Joan Albert Viloca                    | 6-1, 6-4, 6-4                         |
| 1998         | Àlex Corretja (1)                     | Boris Becker                          | 7-6(5), 7-5, 6-3                      |
| 1999         | Albert Costa (2)                      | Nicolás Lapentti                      | 7-6(4), 6-3, 6-4                      |
| 2000         | Àlex Corretja (2)                     | Mariano Puerta                        | 6-1, 6-3                              |
| 2001         | Jiří Novák (1)                        | Juan Carlos Ferrero                   | 6-1, 6(5)-7, 7-5                      |
| 2002         | Àlex Corretja (3)                     | Gastón Gaudio                         | 6-3, 7-6(3), 7-6(3)                   |
| 2003         | Jiří Novák (2)                        | Roger Federer                         | 5-7, 6-3, 6-3, 1-6, 6-3               |
| 2004         | Roger Federer                         | Igor' Andreev                         | 6-2, 6-3, 5-7, 6-3                    |
| 2005         | Gastón Gaudio                         | Stan Wawrinka                         | 6-4, 6-4                              |
| 2006         | Richard Gasquet                       | Feliciano López                       | 7-6(4), 6(3)-7, 6-3, 6-3              |
| 2007         | Paul-Henri Mathieu                    | Andreas Seppi                         | 6(1)-7, 6-3, 7-5                      |
| 2008         | Victor Hănescu                        | Igor' Andreev                         | 6-3, 6-4                              |
| 2009         | Thomaz Bellucci (1)                   | Andreas Beck                          | 6-4, 7-6(2)                           |
| 2010         | Nicolás Almagro                       | Richard Gasquet                       | 7-5, 6-1                              |
| 2011         | Marcel Granollers                     | Fernando Verdasco                     | 6-4, 3-6, 6-3                         |
| 2012         | Thomaz Bellucci (2)                   | Janko Tipsarević                      | 6(6)-7, 6-4, 6-2                      |
| 2013         | Michail Južnyj                        | Robin Haase                           | 6-3, 6-4                              |
| 2014         | Pablo Andújar                         | Juan Mónaco                           | 6-4, 7-5                              |
| 2015         | Dominic Thiem                         | David Goffin                          | 7-5, 6-2                              |
| 2016         | Feliciano López                       | Robin Haase                           | 6-4, 7-5                              |
| 2017         | Fabio Fognini                         | Yannick Hanfmann                      | 6-4, 7-5                              |
| 2018         | Matteo Berrettini (1)                 | Roberto Bautista Agut                 | 7-6(9), 6-4                           |
| 2019         | Albert Ramos Viñolas                  | Cedrik-Marcel Stebe                   | 6-3, 6-2                              |
| 2020         | Annullato per pandemia di Coronavirus | Annullato per pandemia di Coronavirus | Annullato per pandemia di Coronavirus |
| 2021         | Casper Ruud (1)                       | Hugo Gaston                           | 6-3, 6-2                              |
| 2022         | Casper Ruud (2)                       | Matteo Berrettini                     | 4-6, 7-6(4), 6-2                      |
| 2023         | Pedro Cachín                          | Albert Ramos Viñolas                  | 3-6, 6-0, 7-5                         |
| 2024         | Matteo Berrettini (2)                 | Quentin Halys                         | 6-3, 6-1                              |
| 2025         | Aleksandr Bublik                      | Juan Manuel Cerúndolo                 | 6-4, 4-6, 6-3                         |

### Doppio
| Anno | Campioni                                      | Finalisti                              | Punteggio                             |
| ---- | --------------------------------------------- | -------------------------------------- | ------------------------------------- |
| 1969 | Tom Okker (1) Marty Riessen                   | Malcolm Anderson Roy Emerson           | 6-1, 6-4                              |
| 1970 | Cliff Drysdale Roger Taylor                   | Tom Okker Marty Riessen                | 6-2, 6-3, 6-2                         |
| 1971 | John Alexander Phil Dent                      | John Newcombe Tom Okker                | 5-7, 6-3, 6-4                         |
| 1972 | Andrés Gimeno Antonio Muñoz                   | Adriano Panatta Ion Țiriac             | 9-8, 4-6, 6-1, 7-5                    |
| 1973 | Doppio non disputato                          | Doppio non disputato                   | Doppio non disputato                  |
| 1974 | José Higueras Manuel Orantes                  | Roy Emerson Thomaz Koch                | 7-5, 0-6, 6-1, 9-8                    |
| 1975 | Jürgen Fassbender (1) Hans-Jürgen Pohmann (1) | Colin Dowdeswell Ken Rosewall          | 6-4, 9-7, 6-1                         |
| 1976 | Jürgen Fassbender (2) Hans-Jürgen Pohmann (2) | Paolo Bertolucci Adriano Panatta       | 7-5, 6-3, 6-3                         |
| 1977 | Jürgen Fassbender (3) Karl Meiler             | Colin Dowdeswell Bob Hewitt            | 6-4, 7-6                              |
| 1978 | Mark Edmondson (1) Tom Okker (2)              | Bob Hewitt Kim Warwick                 | 6-4, 1-6, 6-1, 6-4                    |
| 1979 | Mark Edmondson (2) John Marks                 | Ion Țiriac Guillermo Vilas             | 2-6, 6-1, 6-4                         |
| 1980 | Colin Dowdeswell Ismail El Shafei             | Mark Edmondson Kim Warwick             | 6-4, 6-4                              |
| 1981 | Heinz Günthardt (1) Markus Günthardt (1)      | David Carter Paul Kronk                | 6-4, 6-1                              |
| 1982 | Sandy Mayer Ferdi Taygan                      | Heinz Günthardt Markus Günthardt       | 6-2, 6-3                              |
| 1983 | Pavel Složil Tomáš Šmíd (1)                   | Colin Dowdeswell Wojciech Fibak        | 6-7, 6-4, 6-2                         |
| 1984 | Heinz Günthardt (2) Markus Günthardt (2)      | Givaldo Barbosa João Soares            | 6-4, 3-6, 7-6                         |
| 1985 | Wojciech Fibak Tomáš Šmíd (2)                 | Brad Drewett Mark Edmondson            | 6-7, 6-4, 6-4                         |
| 1986 | Sergio Casal (1) Emilio Sánchez (1)           | Stefan Edberg Joakim Nyström           | 6-3, 3-6, 6-3                         |
| 1987 | Jan Gunnarsson Tomáš Šmíd (3)                 | Loic Courteau Guy Forget               | 7-6, 6-2                              |
| 1988 | Petr Korda Milan Šrejber                      | Andrés Gómez Emilio Sánchez            | 7-6, 7-6                              |
| 1989 | Cássio Motta Todd Witsken                     | Petr Korda Milan Šrejber               | 6-4, 6-4                              |
| 1990 | Sergio Casal (2) Emilio Sánchez (2)           | Omar Camporese Javier Sánchez          | 6-3, 3-6, 7-5                         |
| 1991 | Gary Muller Danie Visser                      | Guy Forget Jakob Hlasek                | 7-6, 6-4                              |
| 1992 | Hendrik Jan Davids Libor Pimek                | Petr Korda Cyril Suk                   | walkover                              |
| 1993 | Cédric Pioline Marc Rosset                    | Hendrik Jan Davids Piet Norval         | 6-3, 3-6, 7-6                         |
| 1994 | Sergio Casal (3) Emilio Sánchez (3)           | Menno Oosting Daniel Vacek             | 7-6, 6-4                              |
| 1995 | Luis Lobo Javier Sánchez                      | Arnaud Boetsch Marc Rosset             | 6-7, 7-6, 7-6                         |
| 1996 | Jiří Novák (1) Pavel Vízner (1)               | Trevor Kronemann David Macpherson      | 4-6, 7-6, 7-6                         |
| 1997 | Evgenij Kafel'nikov Daniel Vacek              | Trevor Kronemann David Macpherson      | 5-7, 7-6(4), 7-6(4)                   |
| 1998 | Gustavo Kuerten Fernando Meligeni             | Daniel Orsanic Cyril Suk               | 6-4, 7-5                              |
| 1999 | Donald Johnson Cyril Suk                      | Aleksandar Kitinov Eric Taino          | 7-5, 7-6(4)                           |
| 2000 | Jiří Novák (2) David Rikl (1)                 | Jérôme Golmard Michael Kohlmann        | 3-6, 6-3, 6-4                         |
| 2001 | Roger Federer Marat Safin                     | Michael Hill Jeff Tarango              | 0-1, ritiro                           |
| 2002 | Joshua Eagle David Rikl (2)                   | Massimo Bertolini Cristian Brandi      | 7-6(5), 6-4                           |
| 2003 | Leander Paes (1) David Rikl (3)               | František Čermák Leoš Friedl           | 6-3, 6-3                              |
| 2004 | Leander Paes (2) David Rikl (4)               | Marc Rosset Stan Wawrinka              | 6-4, 6-2                              |
| 2005 | František Čermák (1) Leoš Friedl              | Michael Kohlmann Rainer Schüttler      | 7-6(6), 7-6(11)                       |
| 2006 | Jiří Novák (3) Andrei Pavel                   | Marco Chiudinelli Jean-Claude Scherrer | 6-3, 6-1                              |
| 2007 | František Čermák (2) Pavel Vízner (2)         | Marc Gicquel Florent Serra             | 7-5, 5-7, [10-7]                      |
| 2008 | Jaroslav Levinský Filip Polášek (1)           | Stéphane Bohli Stan Wawrinka           | 3-6, 6-2, [11-9]                      |
| 2009 | Marco Chiudinelli Michael Lammer              | Jaroslav Levinský Filip Polášek        | 7-5, 6-3                              |
| 2010 | Johan Brunström Jarkko Nieminen               | Marcelo Melo Bruno Soares              | 6-3, 6(4)-7, [11-9]                   |
| 2011 | František Čermák (3) Filip Polášek (2)        | Christopher Kas Alexander Peya         | 6-3, 7-6(7)                           |
| 2012 | Marcel Granollers Marc López                  | Robert Farah Santiago Giraldo          | 6-4, 7-6(9)                           |
| 2013 | Jamie Murray John Peers                       | Pablo Andújar Guillermo García López   | 6-3, 6-4                              |
| 2014 | Andre Begemann Robin Haase                    | Rameez Junaid Michal Mertiňák          | 6-3, 6-4                              |
| 2015 | Aljaksandr Bury Denis Istomin                 | Oliver Marach Aisam-ul-Haq Qureshi     | 3-6, 6-2, [10-5]                      |
| 2016 | Julio Peralta Horacio Zeballos                | Mate Pavić Michael Venus               | 7-6(2), 6-2                           |
| 2017 | Oliver Marach Philipp Oswald                  | Jonathan Eysseric Franko Škugor        | 6-3, 4-6, [10-8]                      |
| 2018 | Matteo Berrettini Daniele Bracciali           | Denys Molčanov Igor Zelenay            | 7-6(2), 7-6(5)                        |
| 2019 | Sander Gillé Joran Vliegen                    | Philipp Oswald Filip Polášek           | 6-4, 6-3                              |
| 2020 | Annullato per pandemia di Coronavirus         | Annullato per pandemia di Coronavirus  | Annullato per pandemia di Coronavirus |
| 2021 | Marc-Andrea Hüsler Dominic Stricker (1)       | Szymon Walków Jan Zieliński            | 6-1, 7-6(7)                           |
| 2022 | Tomislav Brkić Francisco Cabral               | Robin Haase Philipp Oswald             | 6-4, 6-4                              |
| 2023 | Dominic Stricker (2) Stan Wawrinka            | Marcelo Demoliner Matwé Middelkoop     | 7-6(8), 6-2                           |
| 2024 | Yuki Bhambri Albano Olivetti                  | Ugo Humbert Fabrice Martin             | 3-6, 6-3, [10-6]                      |
| 2025 | Francisco Cabral Lucas Miedler                | Hendrik Jebens Albano Olivetti         | 6(4)-7, 7-6(4), [10-3]                |